# James Bonar
James Bonar, född 27 september 1852 och död 1941, var en brittisk nationalekonom och filosof.
Bonar företräder närmast den historiska riktningen inom nationalekonomin med livligt intresse för socialfilosofiska principfrågor. I sin monografi över Thomas Robert Malthus (1885) ägnade han dennes teorier kritisk prövning, och i sitt huvudverk Philosophy and political economy in some of their historical relations (1893), påvisade han de filosofiska idéernas inflytande på den klassiska ekonomilärans utformning.